# Jacksonville (Oregon)
Jacksonville – miasto w Stanach Zjednoczonych, w stanie Oregon, w hrabstwie Jackson.